# Joëlle Coutaz
Joëlle Coutaz (* 18. Februar 1946) ist eine französische Informatikerin und Professorin an der Universität Grenoble. Ihr Forschungsschwerpunkt ist die Mensch-Maschine-Interaktion (MMI). Seit 2007 ist sie gewähltes Mitglied der SIGCHI.

## Leben

### Studium
1970 promovierte Joëlle Coutaz in Informatik an der Universität Joseph Fourier Grenoble I, wo sie sich auf Betriebssysteme spezialisierte. 1988 verteidigte sie eine weiterführende Doktorarbeit (Thèse d’Etat) in Mensch-Maschine-Interaktion an der Universität Joseph Fourier in Grenoble.

### Karriere und Forschung
Joëlle Coutaz setzte ihre Forschung im Bereich Betriebssysteme und Computernetzwerke fort. Sie arbeitet als Softwareingenieurin für das Centre national de la recherche scientifique. 1972 arbeitete sie am ersten paketvermittelten Netzwerk an der Universität Grenoble und wurde dort Dozentin.
Von 1983 bis 1984 war sie Gastwissenschaftlerin an der Carnegie Mellon University und fing an, sich für die Interaktion zwischen Mensch und Maschine zu interessieren. Ihre Arbeit konzentrierte sich auf die Modellierung der Softwarearchitektur für interaktive Systeme, multimodale Interaktion, Augmented Reality und die Plastizität der Benutzeroberfläche. 1987 schuf sie das Presentation-Abstraction-Control (PAC)-Modell, ein Modell der Softwarearchitektur für interaktive Systeme.
Zwischen 1989 und 1995 trug sie zum ESPRIT BRA/LTR-Projekt namens AMODEUS bei, dessen Ziel es war, einen multidisziplinären Ansatz für Mensch-Maschine-Interaktionen zu fördern.
1990 gründete und leitete Joëlle Coutaz CLIPS, eine MMI-Gruppe am Laboratoire d'Informatique de Grenoble. Sie ist Mitbegründerin von zwei Gruppen im Rahmen des nationalen Programms des CNRS zu Computer Supported Cooperative Work und multimodaler MMI.
Im Jahr 1991 wurde sie Professorin an der Universität Joseph Fourier in Grenoble.
1993 begann Joëlle Coutaz zusammen mit Laurence Nigay an der Kombination des PAC-Modells mit dem ARCH-Modell zu arbeiten, einem Modell, das für die Implementierung multimodaler Benutzerschnittstellen entwickelt wurde. Sie trägt auch zu Projekten auf europäischer und nationaler Ebene bei.
2008 koordinierte sie für das französische Ministerium für Hochschulbildung, Forschung und Innovation eine Arbeitsgruppe zum Thema Ambient Intelligence mit dem Ziel, den gesellschaftlichen Herausforderungen auf neue Weise zu begegnen. Die Gruppe setzt sich für die Schaffung eines Bereichs ein, der die Informations- und Kommunikationstechniken sowie die Sozial- und Geisteswissenschaften überschneidet.
Joëlle Coutaz ist Mitherausgeberin des Journal of Interaction between Persons and Systems. Sie ist Mitglied des Redaktionsausschusses von ACM Transactions on Computer-Human Interaction.
Seit 2010 arbeitet sie im Bereich Ubiquitäres Computing für Endnutzer von Smart Homes.
Seit 2012 ist sie emeritierte Professorin der Universität Joseph Fourier in Grenoble.

### Projekte (Auswahl)
Von 2001 bis 2004 trägt Joëlle Coutaz in Zusammenarbeit mit dem Karlsruher Institut für Technologie zum FAME-Projekt bei. Ziel des Projekts ist es, einen intelligenten Agenten zu schaffen, der die Kommunikation zwischen Menschen aus verschiedenen Kulturen bei der Lösung eines gemeinsamen Problems erleichtern könnte. Ihre Lösung nutzt multimodale Interaktionen, einschließlich Sehen, Sprechen und Objektmanipulation, um neue Informationen kontextabhängig zu erstellen und zu manipulieren.
Zwischen 2012 und 2015 leistet sie einen Beitrag zum Projekt AppsGate. Ziel ist es, eine Software zu entwickeln, mit der auch Menschen, die keine Ingenieure sind, eigene Programme zur Steuerung ihrer Umgebung erstellen können. Mit dem Aufschwung des Internets der Dinge konzentriert sich das Projekt auf programmierbare intelligente Geräte für den Haushalt.

## Veröffentlichungen

### Bücher
- mit LJ Bass, Developing software for the user interface, SEI Series in Software Engineering, Addison-Wesley, Seiten I-XIV, 1-255, 1991
- Interfaces homme-ordinateur: Conception et réalisation, Dunod informatique, 1990

### Fachartikel (Auswahl)
- mit G. Calvary (2012). Human-Computer Interaction and Software Engineering for User Interface Plasticity. in Jacko, JA (Herausgeber), Human computer interaction handbook: Fundamentals, evolving technologies, and emerging applications, Seiten 1195–1214, Boca Raton, FL: CRC Press.
- mit JL Crowley, S. Dobson und D. Garlan (2005), Context is key, Communications of the ACM, 48 (3), Seiten 49–53.
- mit G. Calvary, D. Thevenin, Q. Limbourg, L. Bouillon und J. Vanderdonckt (2003), A unifying reference framework for multi-target user interfaces, Interacting with computers, 15 (3), Seiten 289–308.
- mit D. Thevenin (1999), Plasticity of User Interfaces: Framework and Research Agenda, Interact, 99, Seiten 110–117.
- mit Laurence Nigay (1993). A Design Space For Multimodal Systems: Concurrent Processing and Data Fusion. Proceedings of the INTERACT'93 and CHI'93 conference on human factors in computing systems, Association for Computing Machinery, New York, Seiten 172–178[15]

## Preise und Auszeichnungen
- 2007: Ehrendoktor der University of Glasgow[16]
- 2007: Gewähltes Mitglied der SIGCHI für ihre substantiellen Beiträge im Bereich der Mensch-Maschine-Interaktion[17]
- 2013: Ritter der Ehrenlegion[18]
- 2013: IFIP TC13 Pioneer Award[19]
- 2013: Ehrenmitglied der Société Informatique de France[20]